# Japonské Alpy
Japonské Alpy (japonsky 日本アルプス,  Nihon Arupusu) je skupina pohoří v Japonsku, která přetínají největší japonský ostrov Honšú. Kromě nejvyšší japonské hory Fudži (3 776 m), která leží mimo toto horské pásmo, se všechny japonské třítisícovky nachází právě v Japonských Alpách. Nejvyšší horou je Kita, vysoká 3 193 m.
Jejich název byl poprvé použit anglickým archeologem Williamem Gowlandem (1842–1922), který během svého působení v Japonsku podnikl několik prvovýstupů na hory v tomto pohoří. Název později zpopularizoval anglický misionář Walter Weston (1861–1940), který v roce 1896 vydal knihu Mountaineering and Exploring in the Japanese Alps (Horolezectví v Japonských Alpách) a v roce 1906 přispěl k založení Japonského Alpského Klubu a stal se jeho prvním čestným členem.

## Členění
Japonské Alpy se člení do 3 pohoří:
- Severní Alpy (nazývané pohoří Hida) se táhnou přes prefektury Nagano, Tojama, Gifu a malá část i přes prefekturu Niigata. Nejvyšší horou je Oku-Hotaka s výškou 3 190 m.

- Centrální Alpy (pohoří Kiso) leží v prefektuře Nagano. Nejvyšší horou je Kisokoma s výškou 2 956 m.

- Jižní Alpy (pohoří Akaiši) se klenou přes prefektury Nagano, Jamanaši a Šizuoka. Jde o nejvyšší pohoří, nejvyšší horou je Kita s výškou 3 193 m.[1]